# John H. Wiersema
Prof. Dr. John H. Wiersema ( * 1950 - ) es un botánico y explorador estadounidense . Desarrolla su actividad científica en el Laboratorio de Botánica Sistemática y Mycología, USDA/ARS,
Beltsville. Es coautor de la publicación Flora de Nicaragua, en tres vols, y 2.666 pp.

## Algunas publicaciones
- Woods, K; KW Hilu, T Borsch, JH Wiersema, GM Plunkett.  Pattern of Variation and Systematics of Nymphaea odorata: I. Evidence from Morphology and Inter-Simple Sequence Repeats (ISSRs). pp. 481–493.
- Woods, K; KW Hilu, T Borsch, JH Wiersema, GM Plunkett.  Pattern of Variation and Systematics of Nymphaea odorata: II. Sequence Information from ITS and trnL-trnF. pp. 481–493.
- Wiersema, JH; B. León. 1999. WORLD ECONOMIC PLANTS: A Standard Reference. 749 pp.

- La abreviatura «Wiersema» se emplea para indicar a John H. Wiersema como autoridad en la descripción y clasificación científica de los vegetales.[2]